# 道都国際観光専門学校
道都国際観光専門学校（どうとこくさいかんこうせんもんがっこう）は、北海道札幌市北区北9条西4丁目にあった私立の専門学校である。北海道産業専門学校・道都総合専門学校・専門学校道都国際学園時代も含めて解説する。

## 概要
- 1964年に学校法人北海道産業学園が創立。当初は工学系をメインにして運営していたが、後半には留学生受け入れや語学・観光産業系を主軸として運営していた。また、設置学科名が頻繁に変更される事が多く、学科も乱立する事が多かった。別科も多く存在した。
- 講師陣も当初は元国家公務員・元地方公務員（学校教諭など）、研究者が主に教員であった事が多かった。後には、道都短期大学出身者が講師になる事や、外国人講師・ビジネスマナー講師が多数となった。
- 廃校後は、道都大学札幌サテライトキャンパス（研究センター併設）となっていたが、2013年の学校法人国際学園と連携協定の締結に伴い2014年に閉鎖され、2014年に北海道信用金庫に譲渡された。

## 沿革
- 1964年　学校法人北海道産業学園を設立。北海道産業専門学校の本科と予科高等部設置
- 1965年　北海道産業専門学校開設。建築工学科、土木工学科、産業経営学科、貿易学科、予科高等部を設置
- 1972年　予科高等部廃止
- 1973年　土木工学科を改組し夜間課程の測量学科、建築工学科を改組し夜間課程の建築学科を設置
- 1981年　夜間課程を昼間課程に移行。
- 1982年　観光ホテル学科を新設
- 1984年　観光ホテル学科を改組し、観光学科を新設。電算機事務能率学科を新設
- 1985年　校舎を北海道広島町から札幌市に移転。総合ビジネス学科、英米語実務学科、電算機事務能率学科を改組し、秘書OA学科を新設。
- 1986年　日本語学科を新設
- 1987年　道都総合専門学校に校名変更
- 1988年　米国留学科を新設。秘書OA学科を改組しインターナショナルトラベル学科を設置。総合ビジネス学科を改組し、情報ビジネス学科を設置。英米語実務学科を改組しビジネスイングリッシュ学科を設置。
- 1989年　インターナショナルビジネス学科を設置
- 1990年　測量学科廃止
- 1990年　専門学校道都国際学園に校名変更。上級日本語学科を新設
- 1992年　道都国際観光専門学校に校名変更
- 1993年　建築学科廃止
- 1994年　米国留学学科廃止
- 2001年　廃止[1]

## 設置学科
- 観光学科
- インターナショナルトラベル学科
- インターナショナルビジネス学科
- 日本語学科
- 上級日本語学科

## 施設
北広島時代の校舎はその後、道都短期大学で使われた。また、札幌時代の校舎は6階、地下1階建てとなっていた。その後は北海道信用金庫札幌駅北口支店となっている。

## 創立関係者
- 櫻井淳
- 阿部利雄

## 学校関係者
歴代学校長
- 阿部利雄：初代、1964年～1973年
- 櫻井淳：2代目、1973年～1984年
- 平澤是曠：3代目、1984年～1987年
- 小野寅雄：4代目、1987年～1989年
- 村北辰雄：5代目、1989年～1997年
- 舘山俊明：6代目、1997年～2001年

教員
- 横濱茂之：専任講師
- 竹山太郎：客員教授
- 矢野根善八：兼任講師（1968年～1978年）、北海道産業短期大学教授
- 加藤由紀子：専任講師
- 吉岡宏高：兼任講師
- 田崎悦子：兼任講師
- 佐々木哲之：専任講師、助教授

## 所在地
- 北広島市中の沢135番地（1964年～1985年）
- 札幌市北区北9条西4丁目（1985年～2001年）[2]

## 就職実績
- イワクラホーム・札幌後楽園ホテル・札幌テルメ・道南バス・名鉄観光サービス・新日本海フェリー・UCC上島珈琲・農協観光・札幌トヨタ自動車など[3]

## 系列校
- 道都大学短期大学部
- 星槎道都大学